# Scaphyglottis hirtzii
Scaphyglottis hirtzii är en orkidéart som beskrevs av Dodson. Scaphyglottis hirtzii ingår i släktet Scaphyglottis och familjen orkidéer.
Artens utbredningsområde är Ecuador. Inga underarter finns listade i Catalogue of Life.